# 伊藤和晃
伊藤和晃（1950年10月15日—）是日本的男性演員、聲優。東京都出身。所屬劇團昴。

## 演出作品

### 電視動畫
1990年
- 羅賓漢大冒險（奧茲瑪）

1992年
- 幽遊白書（舜潤）

1997年
- 名偵探柯南（濱田幸二）

1998年
- 星際牛仔（毛燕來）
- 金田一少年之事件簿（中村警官）
- 危險調查員（警長）

1999年
- 金田一少年之事件簿（楊王）
- 狂野歷險 Twilight Venom（德班）

2000年
- 幻想魔傳 最遊記（朋茗的父親）

2001年
- 人造人009 THE CYBORG SOLDIER（芬道）
- 通靈王（老闆）
- 光劍星傳EX（蓋澤）
- 棋靈王（尹老師）

2002年
- 青出於藍（男客人）
- 十二國記（老臣）
- 炎之蜃氣樓（黄鵺）

2003年
- 犬夜叉（老僧）
- GAD GUARD（佛格斯）
- 火影忍者（日向日差）
- 人間交差點（咖啡廳的老闆）
- 魔偵探洛基 RAGNAROK（見野）
- 最後流亡（喬治・海德）

2004年
- 這醜陋又美麗的世界（主持人（男））
- 琉球武士瘋雲錄（店主）
-瑪莉亞的凝望 〜春〜（鳥居家 父）
- 名偵探柯南（經理）
- 妄想代理人

2005年
- 驚爆危機 The Second Raid（凱斯特洛）

2006年
- 西方善魔女 Astraea Testament（康奈爾博士）
- 棒球大聯盟 2nd season（佐藤壽也的爺爺）

2007年
- 戀愛天使安琪莉可 〜光輝的明天〜（維多）
- 鐵子之旅（龍飛海底站的嚮導）
- 棒球大聯盟 3rd season（佐藤壽也的爺爺）

2008年
- 狼與辛香料（主人）
- 哥爾哥13（路易・布佩）
- 超能少女 蘭（老人）
- 新·安琪莉可 Abyss（奧古斯特）
  - 新·安琪莉可 Abyss -Second Age-（奧古斯特）
- 棒球大聯盟 4th season（佐藤壽也的爺爺）

2009年
- 天國少女（奧巴克）

2010年
- COBRA THE ANIMATION（賽巴斯丁）
- 變身！公主偶像（小野三太郎）

2013年
- 王者天下2（蒙驁）

2014年
- 鑽石王牌（鵜飼一良）
- BUDDY COMPLEX（斯羅因哥）

2016年
- 魯邦三世 (2015年系列)（館長）
- 排球少年！！第二季（鬼首正臣）

2017年
- 最遊記RELOAD BLAST（二郎神）

2018年
- 棒球大聯盟2nd（壽也的祖父）
- 驚爆危機！Invisible Victory（凱斯洛）

### OVA
- 銀河英雄傳說外傳・決鬥者（沙夫豪森）
- 怪醫黑傑克（OVA）（牧師）
- 忍者龜（1987年東和錄影帶版）（拉斯普丁）

### 劇場版動畫
- 歡迎來到宇宙劇場（太郎）
- 爺爺的煤油燈（區長）
- 茄子 安達魯西亞之夏（神父）
- 東京教父
- 蟲蟲危機（苗條）

### 遊戲
- 鋼之鍊金術師 無法飛翔的天使（克勞斯神父）

### 特撮
- 特搜戰隊（白石）

### 外語配音
- 愛卡莉
- 大開眼戒
- 遠離非洲（法拉（馬利克·鮑溫斯））
- 秋日童話（尹教授（鄭東煥））
- 獻給阿爾吉儂的花束（伯特・賽爾頓）
- 驚爆內幕（艾瑞克（史蒂芬·托波羅斯基））
- 海上鋼琴師（農夫（加布里耶勒·拉維亞））
- 天才神算（湯姆・史蒂文斯（勞尼·考克斯））
- 失蹤現場3（史考特#14）
- 龍騎士首部曲：飛龍聖戰（加隆伯伯（艾倫·阿姆斯壯））
- 天使向前冲（彼得・哈珀（傑克·柯爾曼））
- 將計就計（赫克多・克魯茲（威爾·帕頓））※軟體版
- 交響人生（安德烈・菲利波夫（亞歷克賽·古斯柯夫））
- 與我的園丁對話（園丁（尚·皮耶爾·達夫桑））
- 都是男人惹的禍（道格貝瑞（麥可·基頓））
- 情欲色香味（麥可（餐廳的客人·學者）（艾倫·霍華））
- 賭國風雲（菲利浦・格林（凱文·波拉克））
- 靈異大逆轉
- 欲海醫心 第2季（葛拉罕・柏恩斯（彼得·史特勞斯））
- 巔峰戰士（特工麥可斯（約翰·芬））※日本電視台版
- 犯罪心理4（查德・布朗）
- 犯罪心理5（哥爾德曼）
- 克麗絲汀魅力（其他）
- 魔鬼尖兵（克里斯多福・梅納德（史蒂芬·托波羅斯基））
- 愛情的盡頭（亨利・麥爾斯（史蒂芬·雷））
- 神采飛揚（吉爾・金尼（基倫·莫洛尼））
- 都鐸王朝（諾福克公爵湯瑪斯·霍華（亨利·茲尼））
- 絕地任務（海頓・辛克萊爾總統助理官（大衛·格蘭特））※軟體版
- 霹靂心（吉米・洛克斯・圖華斯（約翰·楚戴爾））
- 七月四日誕生（科維克先生（雷蒙·J·貝瑞））※DVD版
- 第六感（文生・葛雷（唐尼·華柏格））※軟體版
- 快打旋風（閃電巴諾卡）※軟體版
- 全面追緝令（奧利・麥克阿瑟（狄倫·貝克））※軟體版
- 奪寶大作戰（艾米・巴布達拉（克里夫·柯蒂斯））※DVD・BD版
- 火線追緝令（其他）
- 蒼穹之昴（恭親王（王偉軍））
- 魔水晶
- 鐵達尼號2012（詹姆斯・梅因上校（布魯斯·戴維森））
- 酷爸的瘋狂假期（尼爾）
- 奶爸安親班（丹・居比茲（強納森·凱茲））
- 當地球停止轉動（吳先生（吳漢章））
- 推奴
- 火線戰將（強森中尉（戴蒙·柯拉索））※軟體版
- 雙峰（山姆・史坦利（基佛·蘇德蘭））
- 大衛特大號（No.2（司令官）（愛德·赫爾姆斯））
- 24小時反恐任務（程志（馬志））
- 穿牆隱形人（蕭恩・塔爾伯特（麥可·麥基恩））
- 限制級戰警（米蘭・索瓦（李奇·缪勒））※電視版
- 從地心竄出4（柏特・甘默（主角）、海倫・甘默（柏特的祖爺爺）（麥可·葛羅斯））
- 時空悍將（達雷爾・林登梅耶博士（史蒂芬·史皮奈拉））※軟體版
- 8釐米（喬治（馬辛）・安東尼・希金斯（克里斯·鮑爾））
- 哈姆雷特（鬼魂（哈姆雷特的父王）（山姆·薛帕德））
- 宫廷怨史（卡洛斯4世（卡洛斯·拉·羅薩））
- 香港女伯爵（哈維・克羅薩斯（席德尼·厄爾·卓別林））
- 心靈點滴（伊頓醫生（約瑟夫·薩默爾））
- 靈動：鬼影實錄（弗雷德里克斯教授（馬克·弗雷德里克斯））
- 出奇制勝（特工柯蒂斯（艾瑞克·布雷克））※DVD版
- 索命22顆子彈（馬丁（尚·皮耶爾·達夫桑））
- 天堂執法者（維克多・海斯（詹姆斯·馬斯特斯））
- 羊男的迷宮（費列羅醫生（亞歷克斯·安格羅））
- 蝙蝠俠智勇悍將（阿爾弗雷德（阿福）・潘尼華斯）
- Ben 10（維利格斯攻擊）
- 彼得潘（海盜鄧肯）
- 超速快感（華爾特・霍倫巴克（丹·赫德亞））
- 英雄本色（莫奈（艾倫·阿姆斯壯））※軟體版
- 4400（凱文・柏柯夫（傑佛瑞·康姆斯））
- 搖錢樹（貝瑞（約翰·克萊耶））
- 神鬼認證（領事館員）※軟體版
- 神鬼認證：最後通牒（艾茲拉・克萊默（史考特·葛倫））※DVD・BD版
- 絳帳海堂春（保羅・維若爾（唐·強生））
- 枕邊陷阱（華斯上校（葛雷果里·伊奇恩））※軟體版
- 神探默多克（李維・比契爾）
- 我的藍莓夜（厄尼・柯普蘭（大衛·史崔森））
- 男人的一半還是男人（漢斯（尤杜·基爾））
- 當真愛碰上八卦（厄爾・哈丁格（理察·詹金斯））
- 歌聲滿人間（強納森（鮑伯·巴拉班））
- 天兵總動員
- 鐵幕疑雲（達斯蒂・萊特（麥特·克萊溫））
- 單挑（新柯塔（亞瑟·J·納斯卡雷拉））
- 尋找查理（白金漢公爵（凱文·史貝西））
- 雨之牙（達克・杭特（湯瑪斯·佩里曼））
- 奧本海默 （愛因斯坦）

### 電視劇
- 德川家康（安藤直次）

### 舞台
- 為了機械裝置的維安諾的未完成的戲曲

## 外部連結
- 公開簡歷 （页面存档备份，存于）